# Kärnkrös
Kärnkrös (Exidia nucleata) är en svampart som först beskrevs av Ludwig David von Schweinitz, och fick sitt nu gällande namn av Edward Angus Burt 1921. Exidia nucleata ingår i släktet Exidia och familjen Auriculariaceae. Inga underarter finns listade i Catalogue of Life.
I den svenska databasen Dyntaxa används istället namnet Myxarium nucleatum för samma taxon. Arten är reproducerande i Sverige.

## Källor

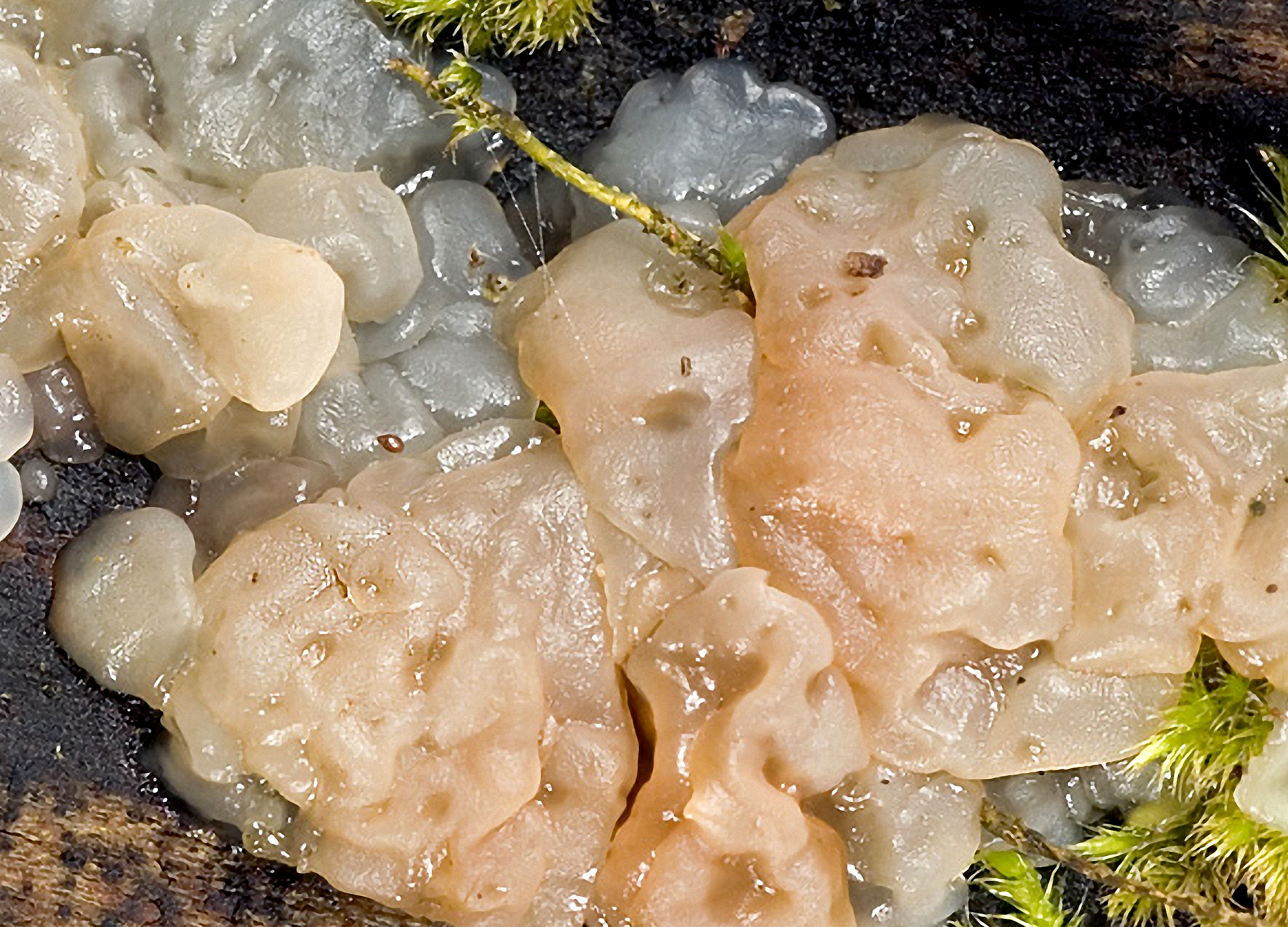